# Ostrvica (żupania licko-seńska)
Ostrvica – wieś w Chorwacji, w żupanii licko-seńskiej, w mieście Gospić. W 2011 roku liczyła 16 mieszkańców.